# Ari Hjelm
Ari Hjelm   (Tampere, 24 de febrer de 1962) fou un futbolista finlandès de la dècada de 1980.
Fou 100 cops internacional amb la selecció finlandesa. Pel que fa a clubs, destacà a Stuttgarter Kickers, FC St. Pauli i FC Ilves.
Entre 2001 i 2010 fou entrenador de Tampere United.